# Quatorzième circonscription de Budapest
La quatorzième circonscription de Budapest est l'une des dix-huit circonscriptions électorales de la capitale hongroise. Elle a été créée lors du redécoupage électoral de 2011 puis est devenue effective lors des élections législatives hongroises de 2014.

## Description géographique et démographique
La circonscription englobe tout le 17e arrondissement ainsi qu'une toute petite partie du 10e arrondissement.
Selon le recensement de 2011, elle compte 92 050 habitants dont 76 318 adultes (44 009 hommes et 48 041 femmes).

## Députés
Pour voir les députés et les résultats de la première circonscription entre 1990 et 2011, voir l'article sur les anciennes circonscriptions de Budapest.